# Hypochlorosis obiana
Hypochlorosis obiana är en fjärilsart som beskrevs av Hans Fruhstorfer 1908. Hypochlorosis obiana ingår i släktet Hypochlorosis och familjen juvelvingar. Inga underarter finns listade i Catalogue of Life.